# Ingeborg Podßuweit
Ingeborg Podßuweit (* 5. Mai 1937) ist eine ehemalige deutsche Politikerin (SED). Sie war Bürgermeisterin des Berliner Stadtbezirks Weißensee.

## Leben
Ingeborg Podßuweit erlernte den Beruf der Kindergärtnerin und erhielt eine Ausbildung zur Lehrerin. Sie wurde Mitglied der FDJ und der SED. Sie war Pionierleiterin an der 10. Oberschule in Berlin-Friedrichshagen und arbeitete lange Jahre in FDJ-Kreisleitungen von Stadtbezirken und im Magistrat von Berlin, u. a. als Sekretärin des Bezirksferienausschusses. Sie qualifizierte sich zur Diplomstaatswissenschaftlerin.
Am 8. April 1976 wurde sie zur 1. Stellvertreterin des Stadtbezirksbürgermeisters von Berlin-Friedrichshain gewählt. Nach fünfeinhalb Jahren in dieser Funktion wurde sie am 8. Oktober 1981 als Nachfolgerin von Horst Beran zur 1. Stellvertreterin des Stadtbezirksbürgermeisters von Berlin-Weißensee gewählt und am 6. Januar 1983 schließlich zur Bürgermeisterin des Stadtbezirkes.
Am 12. Dezember 1988 wurde sie in die Wahlkommission der DDR für die Kommunalwahlen am 7. Mai 1989 berufen. Nachdem ein Ermittlungsverfahren wegen des Verdachts der Wahlfälschung bzw. der Beihilfe dazu gegen sie und den ehemaligen 1. Sekretär der SED-Kreisleitung Weißensee, Arno Wendel, eingeleitet wurde, trat sie am 24. Januar 1990 als Bürgermeisterin zurück. Erst im September 1993 fand der Wahlfälschungs-Prozess gegen den früheren Oberbürgermeister Erhard Krack und zwölf weitere ehemalige SED-Politiker und Stadtbezirksbürgermeister – darunter Ingeborg Podßuweit – statt, der mit Bewährungsstrafen endete.
Ingeborg Podßuweit ist verheiratet und Mutter von zwei Kindern. Sie wohnt in Zeesen.

## Auszeichnungen
- 1984 Vaterländischer Verdienstorden in Bronze
- 1987 Orden Banner der Arbeit Stufe II